# Paix (album)
Albums de Catherine Ribeiro + Alpes
Âme debout Le rat débile et l'homme des champs
Paix est un album studio de Catherine Ribeiro + Alpes, sorti en 1972.

## Commentaires
Cet album est généralement considéré comme la pièce maitresse de la discographie du groupe.
L'introduction très folk de Roc Alpin s'enchaine sur le texte contemporain de Jusqu'à ce que la force de t'aimer me manque, chanté à la limite de la déclamation.
Écrit alors que les bombes tombent sur le Nord-Vietnam, comme le rappelle l'intérieur de la pochette, le titre Paix est d'une signification plus universelle ; précédée d'une ouverture musicale basée sur un motif répété en crescendo et d'une clôture plus apaisée, la partie chantée, mêlant l'intimité de l'enfance de Catherine Ribeiro à un manifeste des droits humains et des droits de la nature, atteint une dimension cosmique.
Un jour... la mort aborde le thème du suicide, récurrent chez Catherine Ribeiro ; de la même veine que les Poèmes Non épiques, les rythmes de  ce titre accompagnent dans un autre monde la performance émotionnelle de la chanteuse : « Elle... est une des pleureuses antiques dont les cris de rage, les gémissements, les supplications précédaient travail de deuil et retour aux jours, aux travaux. À la vie. »

## Liste des titres
Tous les textes sont écrits par Catherine Ribeiro et mis en musique par Patrice Moullet

### Face A
1. Roc alpin – 3:04
2. Jusqu'à ce que la force de t'aimer me manque – 3:00
3. Paix – 15:49

### Face B
1. Un jour... la mort – 24:43

## Musiciens
- Catherine Ribeiro – Chant
- Patrice Moullet - Cosmophone, Guitare acoustique
- Jean-Sébastien Lemoine – Percussions (Percuphone), Guitare basse
- Patrice Lemoine – Orgue
- Michel Santangelli - Batterie (sur le premier titre)

## Pochette
Le recto présente une photographie du groupe Alpes sous un grand arbre, par Jean-Pierre Leloir. 
L'intérieur est un photomontage sur fond rouge-sang. À gauche, une fille évoquant les films américains, couverte de mousse, émerge d'un tonneau de bain, un téléphone à la main. À droite, une mère vietnamienne et ses trois enfants rampent sur le sol, surmontés par une citation du Temps des assassins d'Henry Miller : « combien de temps encore pourrons-nous ajourner l'inévitable. » 
Le verso comporte les textes des trois derniers titres et en dessous le commentaire que la maison de disques a cru nécessaire d'ajouter : « Les textes des chansons n'engagent que leurs auteurs. »